# Hargarten-aux-Mines
Hargarten-aux-Mines är en kommun i departementet Moselle i regionen Grand Est (tidigare regionen Lorraine) i nordöstra Frankrike. Kommunen ligger i kantonen Bouzonville som tillhör arrondissementet Boulay-Moselle. År 2022 hade Hargarten-aux-Mines 1 083 invånare.

## Befolkningsutveckling
Antalet invånare i kommunen Hargarten-aux-Mines
| Referens: INSEE |